# Eurhinocricus manni
Eurhinocricus manni är en mångfotingart som beskrevs av Chamberlin 1955. Eurhinocricus manni ingår i släktet Eurhinocricus och familjen Rhinocricidae. Inga underarter finns listade i Catalogue of Life.